# Mistrovství České republiky v lyžařském orientačním běhu 2024
Mistrovství České republiky v lyžařském orientačním běhu 2024 proběhlo ve dvou individuálních disciplínách a to pouze pro juniorskou a dorosteneckou kategorii z důvodu kolize s mezinárodními závody dospělých. Ostatní závody byly zrušeny z důvodu špatných sněhových podmínek.

## Mistrovství ČR dorostu a juniorů na klasické trati
| Datum závodu   | 24. 2. 2024 |  | Místo konání    | Postalm        |  | Pořadatel       | Naturfreunde Kitzbühel, HSV Ried, Naturfreunde Linz |
| Ředitel závodu | Alois Mair  |  | Hlavní rozhodčí | Josef Zapletal |  | Stavitel tratí  | Georg Hechl, Wolfgang Pötsch                        |
| Název mapy     |             |  | Web závodu      |                |  | Výsledky závodu | ORIS                                                |

| Zkrácené výsledky | Zkrácené výsledky | Zkrácené výsledky            | Zkrácené výsledky | Zkrácené výsledky | Zkrácené výsledky | Zkrácené výsledky | Zkrácené výsledky           | Zkrácené výsledky | Zkrácené výsledky |
| Pořadí            | H20 - junioři     | H20 - junioři                | H20 - junioři     | H20 - junioři     | Pořadí            | D20 - juniorky    | D20 - juniorky              | D20 - juniorky    | D20 - juniorky    |
| ----------------- | ----------------- | ---------------------------- | ----------------- | ----------------- | ----------------- | ----------------- | --------------------------- | ----------------- | ----------------- |
| Zlatá medaile     | Antonín Svoboda   | KOS Slavia Plzeň             | 74:04             |                   | Zlatá medaile     | Tereza Pecková    | Slavia Liberec orienteering | 81:01             |                   |
| Stříbrná medaile  | Matyáš Zakouřil   | USK Praha                    | 82:14             | +8:10             | Stříbrná medaile  | Markéta Kodejšová | USK Praha                   | 85:49             | +4:48             |
| Bronzová medaile  | Jan Zurynek       | OOB TJ Tatran Jablonec n. N. | 86:41             | +12:37            | Bronzová medaile  | Hana Malečková    | USK Praha                   | 100:48            | +19:47            |
| Pořadí            | H17 - dorostenci  | H17 - dorostenci             | H17 - dorostenci  | H17 - dorostenci  | Pořadí            | D17 - dorostenky  | D17 - dorostenky            | D17 - dorostenky  | D17 - dorostenky  |
| Zlatá medaile     | Marek Lesák       | OOB TJ Tatran Jablonec n. N. | 54:00             |                   | Zlatá medaile     | Barbora Chrástová | SK Studenec                 | 54:50             |                   |
| Stříbrná medaile  | Vilém Štrait      | USK Praha                    | 54:09             | +0:09             | Stříbrná medaile  | Pavlína Malečková | USK Praha                   | 59:58             | +5:08             |
| Bronzová medaile  | Jáchym Šubrt      | USK Praha                    | 59:54             | +5:54             | Bronzová medaile  | Klára Zakouřilová | USK Praha                   | 62:20             | +7:30             |

Souhrnné informace naleznete v článku Mistrovství České republiky v lyžařském orientačním běhu na klasické trati.

## Mistrovství ČR dorostu a juniorů ve sprintu
| Datum závodu   | 25. 2. 2024 |  | Místo konání    | Postalm        |  | Pořadatel       | Naturfreunde Kitzbühel, HSV Ried, Naturfreunde Linz |
| Ředitel závodu | Alois Mair  |  | Hlavní rozhodčí | Josef Zapletal |  | Stavitel tratí  | Georg Hechl, Wolfgang Pötsch                        |
| Název mapy     |             |  | Web závodu      |                |  | Výsledky závodu | ORIS                                                |

| Zkrácené výsledky | Zkrácené výsledky | Zkrácené výsledky            | Zkrácené výsledky | Zkrácené výsledky | Zkrácené výsledky | Zkrácené výsledky | Zkrácené výsledky           | Zkrácené výsledky | Zkrácené výsledky |
| Pořadí            | H20 - junioři     | H20 - junioři                | H20 - junioři     | H20 - junioři     | Pořadí            | D20 - juniorky    | D20 - juniorky              | D20 - juniorky    | D20 - juniorky    |
| ----------------- | ----------------- | ---------------------------- | ----------------- | ----------------- | ----------------- | ----------------- | --------------------------- | ----------------- | ----------------- |
| Zlatá medaile     | Matyáš Zakouřil   | USK Praha                    | 23:41             |                   | Zlatá medaile     | Markéta Kodejšová | USK Praha                   | 24:05             |                   |
| Stříbrná medaile  | Jan Zurynek       | OOB TJ Tatran Jablonec n. N. | 23:52             | +0:11             | Stříbrná medaile  | Hana Malečková    | USK Praha                   | 24:16             | +0:11             |
| Bronzová medaile  | Antonín Svoboda   | KOS Slavia Plzeň             | 25:07             | +1:26             | Bronzová medaile  | Tereza Pecková    | Slavia Liberec orienteering | 27:02             | +2:57             |
| Pořadí            | H17 - dorostenci  | H17 - dorostenci             | H17 - dorostenci  | H17 - dorostenci  | Pořadí            | D17 - dorostenky  | D17 - dorostenky            | D17 - dorostenky  | D17 - dorostenky  |
| Zlatá medaile     | Vilém Štrait      | USK Praha                    | 17:11             |                   | Zlatá medaile     | Eva Baldriánová   | USK Praha                   | 19:29             |                   |
| Stříbrná medaile  | Jáchym Šubrt      | USK Praha                    | 19:33             | +2:22             | Stříbrná medaile  | Barbora Chrástová | SK Studenec                 | 20:39             | +1:10             |
| Bronzová medaile  | Šimon Buďárek     | SK Studenec                  | 19:58             | +2:47             | Bronzová medaile  | Klára Zakouřilová | USK Praha                   | 21:36             | +2:07             |

Souhrnné informace naleznete v článku Mistrovství České republiky v lyžařském orientačním běhu ve sprintu.